# Vince Williams Jr.

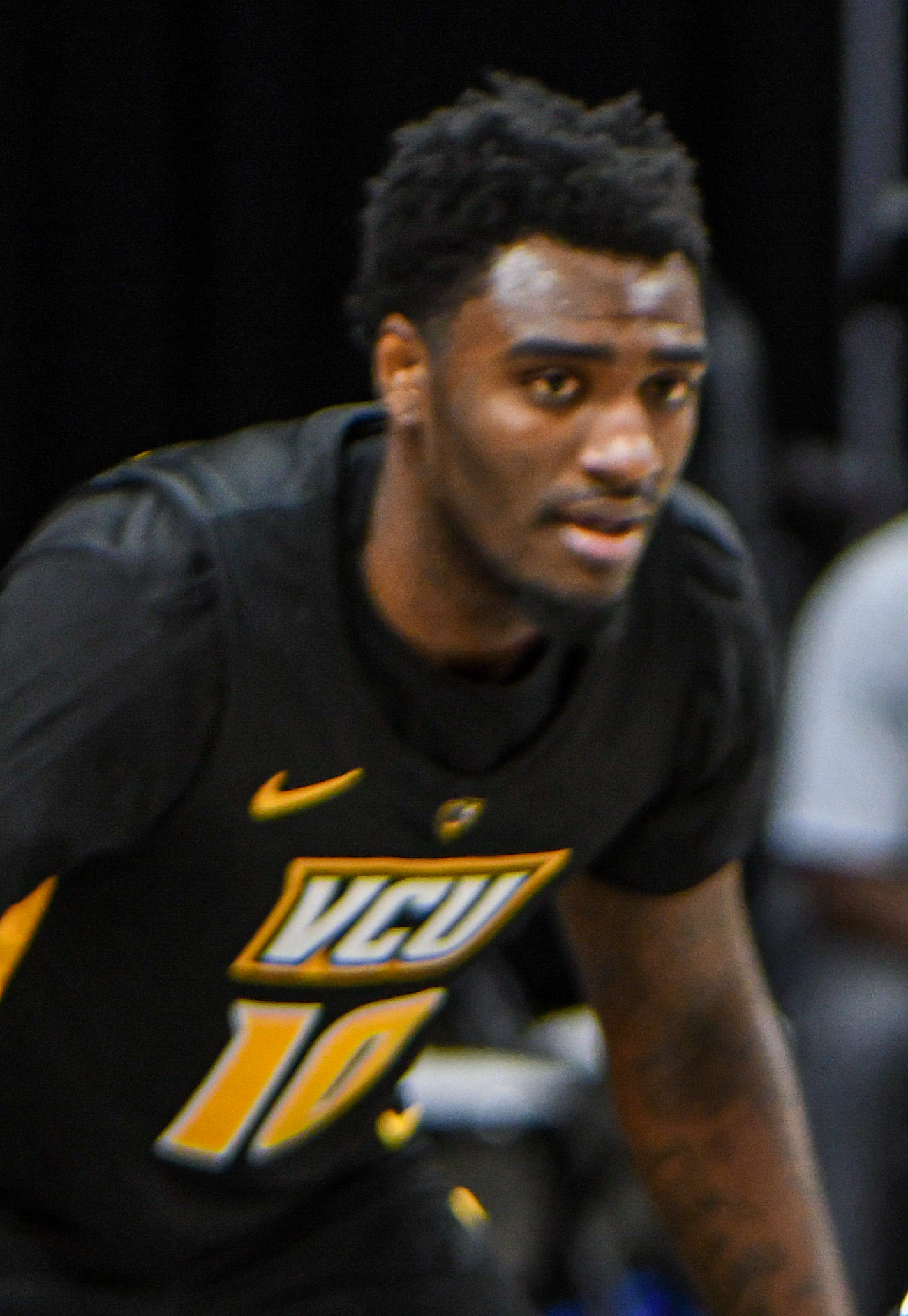
Vince Williams Jr., 2020.

Vincent Terrill Williams Jr., född 30 augusti 2000 i Toledo i Ohio, är en amerikansk professionell basketspelare (SG/SF) som spelar för Memphis Grizzlies i National Basketball Association (NBA).
Williams draftades av Memphis Grizzlies i andra rundan i 2022 års draft som 47:e spelare totalt.
Innan han blev proffs studerade Williams på Virginia Commonwealth University och spelade för deras idrottsförening VCU Rams.